# Gistoux
Gistoux (Waals: Djistou) is een dorp in Chaumont-Gistoux, deelgemeente van de gelijknamige gemeente in de Belgische provincie Waals-Brabant.
Gistoux ligt in het noordwestelijke deel van de deelgemeente. Het dorpscentrum ligt bijna twee kilometer ten noordwesten van het dorpscentrum van Chaumont.

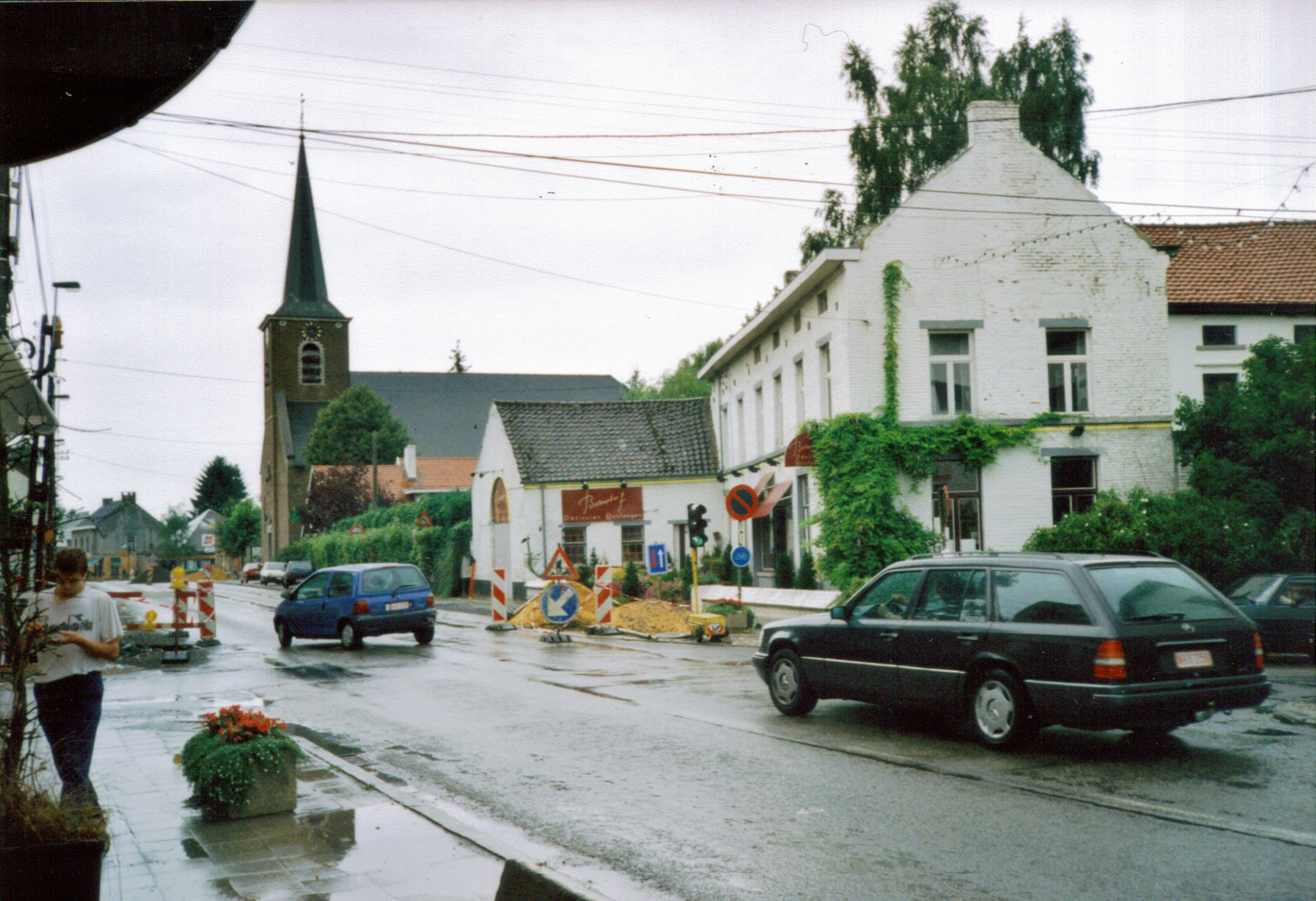
Église Saint-Jean-Baptiste langs de Chaussée de Huy

## Geschiedenis
Tijdens de ancien régime lag Gistoux samen met het dorp Chaumont in een enclave van het Prinsbisdom Luik, terwijl de omliggende dorpen tot het Hertogdom Brabant hoorden. Op de Ferrariskaart uit de jaren 1770 is de plaats weergegeven als het gehucht Gestau. Het gehucht had een kapel die afhankelijk was van de parochie van Chaumont.
Op het eind van het ancien régime, toen onder de Franse bezetting op het eind van de 18de eeuw de gemeenten werden gecreëerd, werd Gistoux met Chaumont ondergebracht in de gemeente Chaumont-Gistoux. Op de Atlas der Buurtwegen uit 1841 en de Vandermaelenkaart uit het midden van de 19de eeuw is de plaats weergegeven als het gehucht Gistoux, met het Château de Gistoux.
Midden de 19de eeuw werd langs Gistoux de steenweg van Waver naar Hoei aangelegd. De oude kapel werd gesloopt en een nieuwe kerk werd gebouwd langs de steenweg.
De naam Gistoux is verwant aan de naam "Geest" zoals die bestaat in de dorpen Sint-Remigius-Geest, Sint-Maria-Geest en Sint-Jans-Geest.

## Bezienswaardigheden
- Het Kasteel van Gistoux werd gebouwd in de 2e helft van de 19e eeuw in opdracht van de familie T'Serclaes. In dit kasteel gingen in 1926 de ouders van de Nederlandse schrijver E. du Perron wonen.
- De Sint-Jan-de-Doperkerk (Église Saint-Jean-Baptiste) is een neoclassicistisch kerkgebouow van 1841.
- De Moulin d'Inchebroux is een watermolen op de Train in het gehucht Inchebroux.
- De Moulin Valérienne is een bovenslagmolen op de Ri du Pré Delcourt.
- De Moulin Bonus was een bovenslagmolen op de Train waarvan het gebouw tegenwoordig dienst doet als rusthuis "le Vieux Moulin".

## Natuur en landschap
Gistoux ligt aan de Train die noordwaarts naar de Dijle stroomt. De hoogte aan de kerk bedraagt 87 meter.

## Verkeer en vervoer
Door Gistoux loopt de N243 (Chaussée de Huy), de oude weg tussen Waver en Hoei.

## Nabijgelegen kernen
Chaumont, Bonlez, Dion-le-Mont, Vieusart, Corroy-le-Grand
Deelgemeenten: Bonlez · Chaumont-Gistoux · Corroy-le-Grand · Dion-le-Mont · Dion-le-Val · Longueville

Overige plaatsen: Arnelle · Bas-Bonlez · Brocsous · Les Bruyères · Champtaine · Chaumont · Gistoux · Grippelotte · Inchebroux · Laid Burniau · Louvrange · Manypré · Ocquière · Roblet · Somville · Vieusart

Belgische gemeenten · Arrondissement Nijvel · Waals-Brabant · Wallonië